# La Roche-Bernard
 La Roche-Bernard  (en bretón Ar Roc'h-Bernez) es una población y comuna francesa, situada en la región de Bretaña, departamento de Morbihan, en el distrito de Vannes y cantón de La Roche-Bernard.

## Demografía
| 1063 | 979 | 1038 | 838 | 766 | 796 |
| Para los censos de 1962 a 1999 la población legal corresponde a la población sin duplicidades (Fuente: INSEE [Consultar]) |     |      |     |     |     |

## Lugares y monumentos
La Roche-Bernard forma parte de la red de Petites cités de caractère.
- El barrio viejo incluye algunos edificios de interés y permite obtener una buena vista del río.
- El puerto y las orillas del estuario del río Vilaine.

## Supresión del cantón de la Roche-Bernard
Hasta la aplicación del Decreto n.º 2014-215 de 21 de febrero de 2014, fue capital del cantón del mismo nombre, el cual fue suprimido el 22 de marzo de 2015 y sus 8 comunas pasaron a formar parte; siete del nuevo cantón de Muzillac y una del nuevo cantón de Guer.